# East Galesburg
East Galesburg – wieś w Stanach Zjednoczonych, w stanie Illinois, w hrabstwie Knox.